# Eutanyacra abacula
Eutanyacra abacula là một loài tò vò trong họ Ichneumonidae.